# Rio Juína-mirim
Rio Juína-mirim är ett vattendrag i Brasilien.   Det ligger i delstaten Mato Grosso, i den centrala delen av landet, 1 300 km väster om huvudstaden Brasília.
Omgivningen kring Rio Juína-mirim är huvudsakligen savann. Området är nästan obefolkat, med mindre än två invånare per kvadratkilometer.